# チロシン硫酸化
チロシン硫酸化（チロシンりゅうか、Tyrosine sulfation）は翻訳後修飾の一種で、タンパク質のチロシン残基にスルホ基が付加される。分泌タンパク質や膜タンパク質の細胞外部分などゴルジ体を通過するタンパク質で見られる。1954年にベッテハイムによりウシのフィブリノペプチドで初めて発見され、後に他の動物や植物でも見つかった。しかし原核生物や酵母では見られない。

## 機能
硫酸化により、タンパク質間相互作用が強められることが分かっている。ヒトのタンパク質ではGタンパク質共役受容体や血液凝固因子、セリンプロテアーゼインヒビター、細胞外マトリックスタンパク質、ホルモンなどで見られる。硫酸化チロシンは強固な分子で、体内のものは尿として排泄される。硫酸化チロシンを脱スルホ化する酵素は知られていない。
ノックアウトマウスの研究により、チロシンの硫酸化は、体重、繁殖力、出生後生存率などマウスの成育に影響することが分かった。

## 機構
硫酸化はゴルジ体の酵素チロシルプロテインスルホトランスフェラーゼ（TPST）によって触媒される。反応は、一般的なスルホ基の供与源である3´-ホスホアデノシン-5´-ホスホ硫酸塩（PAPS）からチロシン残基の水酸基にスルホ基を転移することによって行われる。硫酸化部位はタンパク質の表面に露出しているチロシン残基のうち、特に酸性アミノ酸残基で囲まれているものであることが多い。TPSTには2つのタイプ（TPST-1とTPST-2）があることが知られている。

## 制御
tpst遺伝子の発現が強い転写制御を受けているという証拠はあまりないが、硫酸化チロシンはとても安定で、哺乳類の持つスルファターゼでは容易に分解されず、チロシンの硫酸化は生体内では不可逆反応となっている。

## 抗体による硫酸化チロシンの検出
2006年、オクラホマ大学の研究グループにより、PSG2という抗体を作成したという論文がJournal of Biological Chemistry誌で発表された。この抗体は非常に敏感かつ特異的に、配列に関わらずに硫酸化チロシンのエピトープを検出できる。